# Nebenaggregat
Als Nebenaggregat bezeichnet man zur Abgrenzung von einem Hauptaggregat alle Hilfsmaschinen eines Fahrzeugs, die nicht direkt seine Fortbewegung bewirken.
Dazu zählen zum Beispiel:
- Hilfstriebwerk
- Ventilator für den Kühler
- Turbolader
- Anlasser[1]
- Lichtmaschine
- Kompressor der Klimaanlage[1], der Druckluftbremse oder zur Aufladung des Motors
- Bremskraftverstärker
- diverse Pumpen:
  - Kraftstoffpumpe
  - Einspritzpumpe
  - Dosierpumpe
  - Kühlwasserpumpe
  - Schmierstoffpumpe
  - Hydraulikpumpe (z. B. für die Servolenkung)
- Ruderanlage eines Schiffes.

Nebenaggregate benötigen Energie und tragen daher in der Regel zum Kraftstoffverbrauch bei. Sie werden vom Kfz-Antriebsmotor angetrieben:
- direkt (über Keilriemen oder Zahnräder) oder
- indirekt (elektrisch oder hydraulisch).

Aufgrund der größeren Flexibilität am Montageort setzt sich heute im Kfz-Bau der Einsatz elektrisch betriebener Nebenaggregate durch. Zudem ist ein elektrisch betriebenes Nebenaggregat unabhängig vom Kfz-Hauptantrieb, wodurch es z. B. beim Kfz-„Stop and Go“-Betrieb auch beim Stand des Fahrzeugs funktionsbereit bleibt. Elektrisch angetriebene Nebenaggregate tragen auch zur Energieeinsparung bei, da der Antrieb nur bei Bedarf läuft und nicht ständig durch den Keilriemen mitgeschleppt werden muss.